# Toronto International Film Festival 2018
Das 43. Toronto International Film Festival fand von 6. bis 16. September 2018 statt und wurde mit einer Vorstellung des Historiendramas Outlaw King von David Mackenzie eröffnet. Zehn Tage lang wurden bei dem Filmfestival Filme gezeigt, darunter viele Weltpremieren. So das biografische Filmdrama Geheimnis eines Lebens von Trevor Nunn, das auf einem Roman von James Baldwin basierende Filmdrama If Beale Street Could Talk von Barry Jenkins, das Filmdrama Beautiful Boy von Felix Van Groeningen, das Filmdrama Ben is Back von Peter Hedges und die Tragikomödie Land der Gewohnheit von Nicole Holofcener. Zudem stellte Steve McQueen seinen Thriller Widows – Tödliche Witwen vor. Mit The Death and Life of John F. Donovan stellte Xavier Dolan seinen ersten englischsprachigen Film vor.
Ebenfalls uraufgeführt wurden der in Deutschland gedrehte Science-Fiction-Film High Life von Claire Denis und der österreichisch-luxemburgische Historienfilm Angelo von Markus Schleinzer über den nach Wien verschleppten Afrikaner Angelo Soliman. Weitere internationale Filme, die beim TIFF ihre Weltpremiere feierten sind der australische Thriller Hotel Mumbai von Anthony Maras, das französische Filmdrama Maya von Mia Hansen-Løve, das britische Filmdrama The Wedding Guest von Michael Winterbottom und die irische Tragikomödie Papi Chulo von John Butler. Die in den Gala Presentations und viele der in den Special Presentations gezeigten Filme wurde Ende Juli 2018 bekanntgegeben.
Im Juni 2018 kündigten die TIFF-Organisatoren ein Programm an, das sicherstellt, dass mindestens 20 Prozent aller Filmkritiker und Journalisten, die für das Festival eine Presseakkreditierung erhalten haben, Mitglieder unterrepräsentierter Gruppen wie Frauen und Farbige sind.
Die Jury für den Platform Prize Stream bestand aus den Regisseuren Lee Chang-dong, Béla Tarr und Margarethe von Trotta. Mit dem People’s Choice Award, dem Hauptpreis des Filmfestivals, wurde Green Book – Eine besondere Freundschaft von Peter Farrelly ausgezeichnet.

## Programm

### Gala Presentations

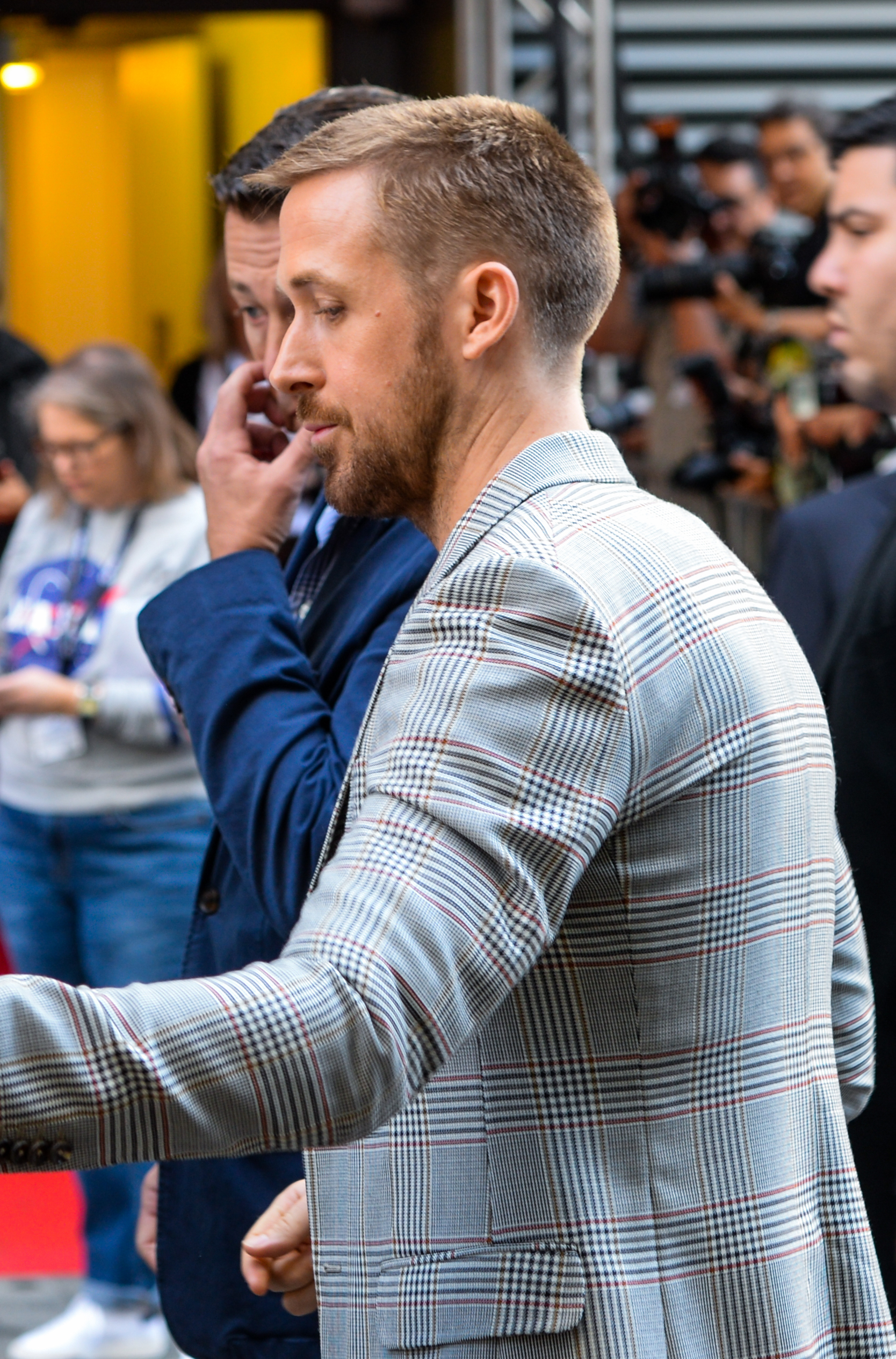
Ryan Gosling bei der Premiere von Aufbruch zum Mond

- Aufbruch zum Mond (First Man) – Damien Chazelle
- Beautiful Boy – Felix Van Groeningen
- Galveston – Mélanie Laurent
- Ein ganz gewöhnlicher Held (The Public) – Emilio Estevez
- Geheimnis eines Lebens (Red Joan) – Trevor Nunn
- Green Book – Eine besondere Freundschaft (Green Book) – Peter Farrelly
- The Hate U Give – George Tillman, Jr.
- Hidden Man – Jiang Wen
- High Life – Claire Denis
- Husband Material – Anurag Kashyap
- Zu schön um wahr zu sein – Die JT LeRoy Story (JT LeRoy) – Justin Kelly (Abschlussfilm)
- The Kindergarten Teacher – Sara Colangelo
- Land der Gewohnheit (The Land of Steady Habits) – Nicole Holofcener
- The Lie – Veena Sud
- So ist das Leben – Life Itself (Life Itself) – Dan Fogelman
- Offenes Geheimnis (Todos lo saben / Everybody Knows) – Asghar Farhadi
- Outlaw King – David Mackenzie (Eröffnungsfilm)
- Shadow – Zhang Yimou
- A Star Is Born – Bradley Cooper
- What They Had – Elizabeth Chomko
- Widows – Tödliche Witwen (Widows) – Steve McQueen
- Wolfsnächte (Hold the Dark) – Jeremy Saulnier

### Special Presentations
- American Woman – Jake Scott
- Baby – Liu Jie
- Ben is Back – Peter Hedges
- Burning – Lee Chang-dong

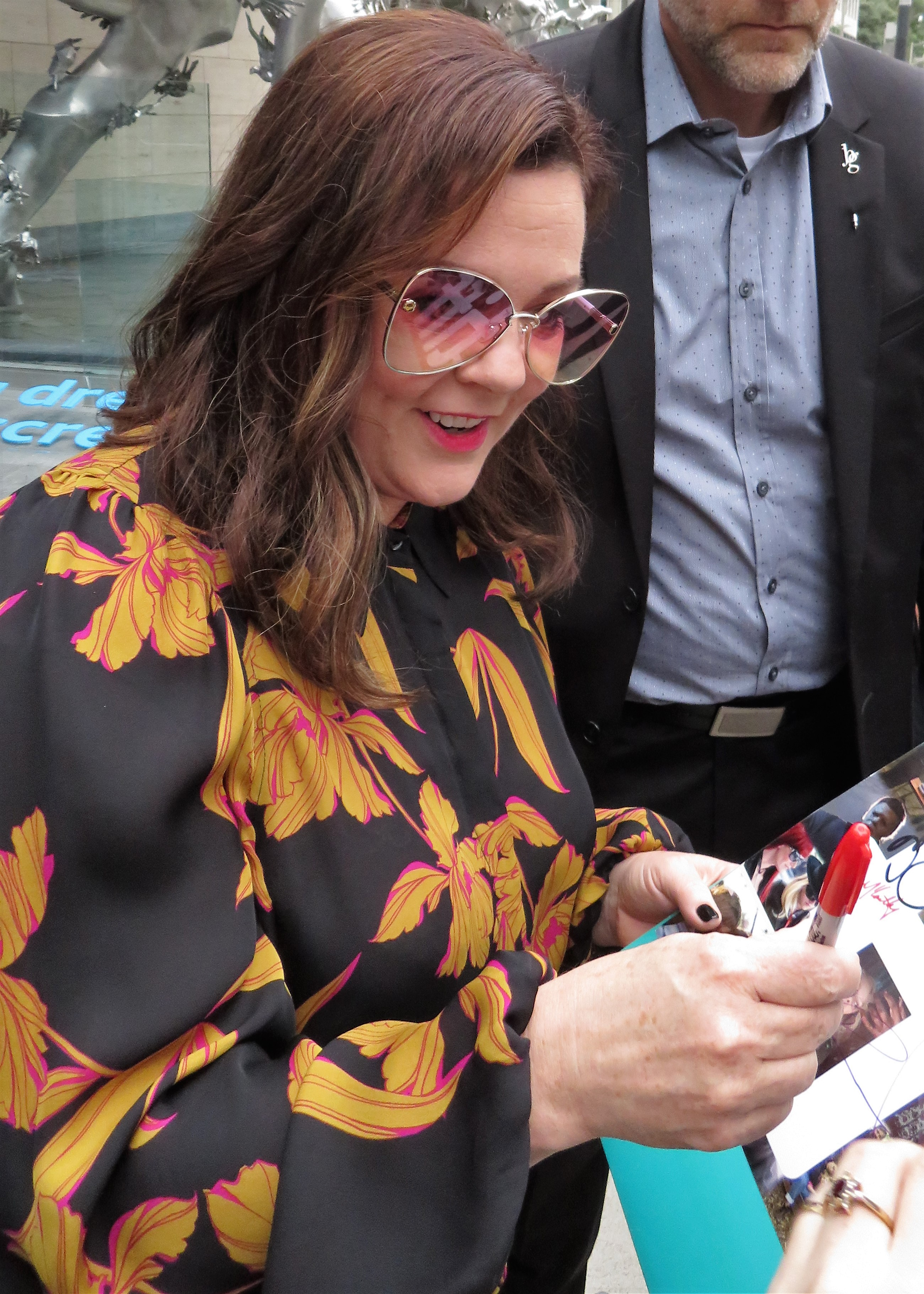
Melissa McCarthy bei der Premiere von Can You Ever Forgive Me?

- Can You Ever Forgive Me? – Marielle Heller
- Capernaum – Nadine Labaki
- Cold War – Paweł Pawlikowski
- Colette – Wash Westmoreland
- The Death and Life of John F. Donovan – Xavier Dolan
- Duelles (Mothers’ Instinct) – Olivier Masset-Depasse
- Dogman – Matteo Garrone
- Die Epoche des Menschen (Anthropocene: The Human Epoch) – Jennifer Baichwal, Nicholas de Pencier und Edward Burtynsky
- Der Spitzenkandidat (The Front Runner) – Jason Reitman
- Ein Gauner & Gentleman (The Old Man & the Gun) – David Lowery
- Giant Little Ones – Keith Behrman
- Girls of the Sun (Les filles du soleil) – Eva Husson
- Gloria – Das Leben wartet nicht (Gloria Bell) – Sebastián Lelio

- Greta – Neil Jordan

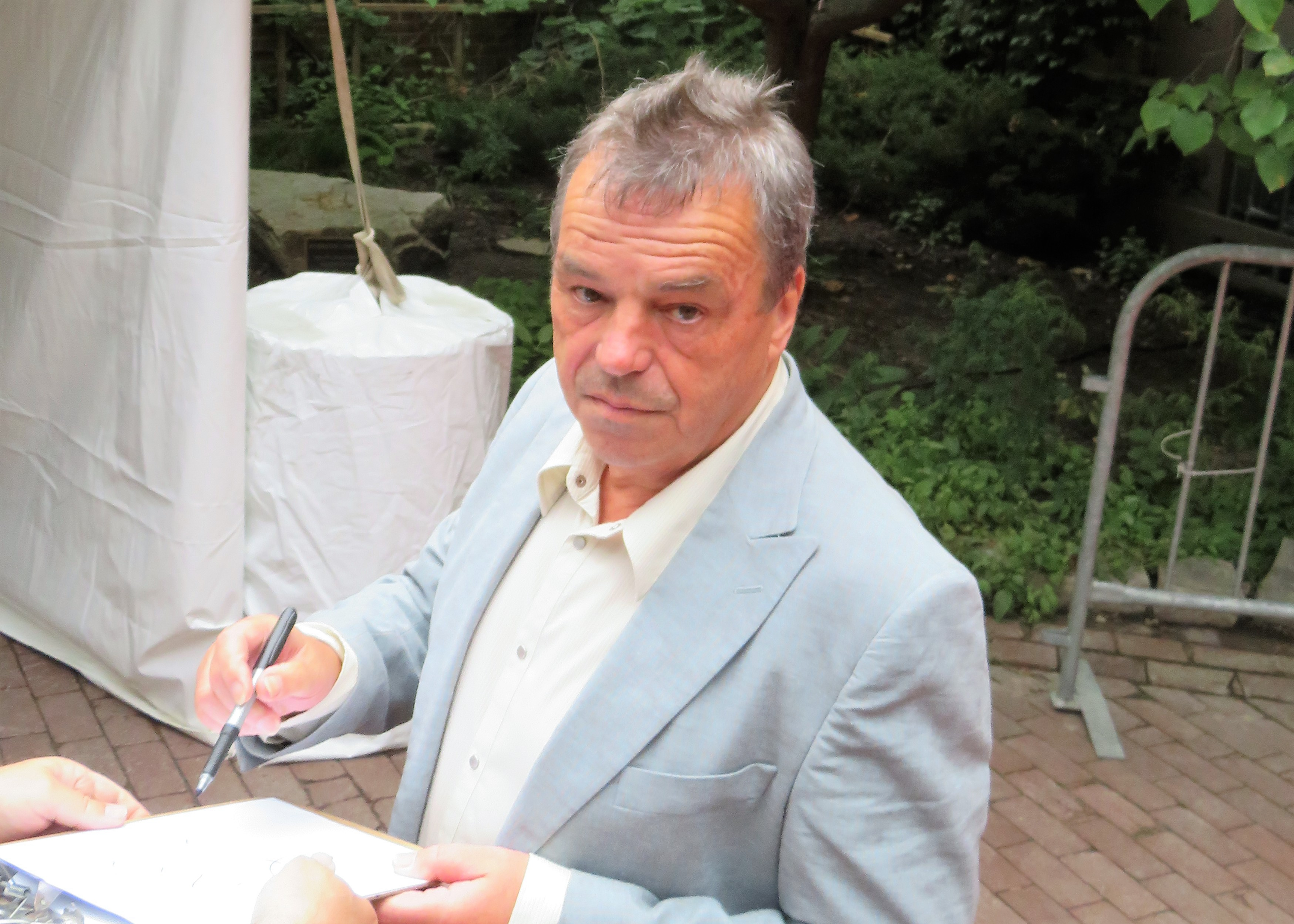
Neil Jordan bei der Premiere von Greta

- The Grizzlies – Miranda de Pencier
- Der Honiggarten – Das Geheimnis der Bienen (Tell It to the Bees) – Annabel Jankel
- Hotel Mumbai – Anthony Maras
- The Hummingbird Project – Kim Nguyen
- If Beale Street Could Talk – Barry Jenkins
- Kursk – Thomas Vinterberg
- Legend of the Demon Cat – Chen Kaige
- Manbiki kazoku (Shoplifters) – Hirokazu Kore-eda (Abschlussfilm der Special Presentations)
- Ein Mann zum Verlieben (L’homme fidèle) – Louis Garrel
- Manto – Nandita Das
- Maya – Mia Hansen-Løve
- Mid90s – Jonah Hill

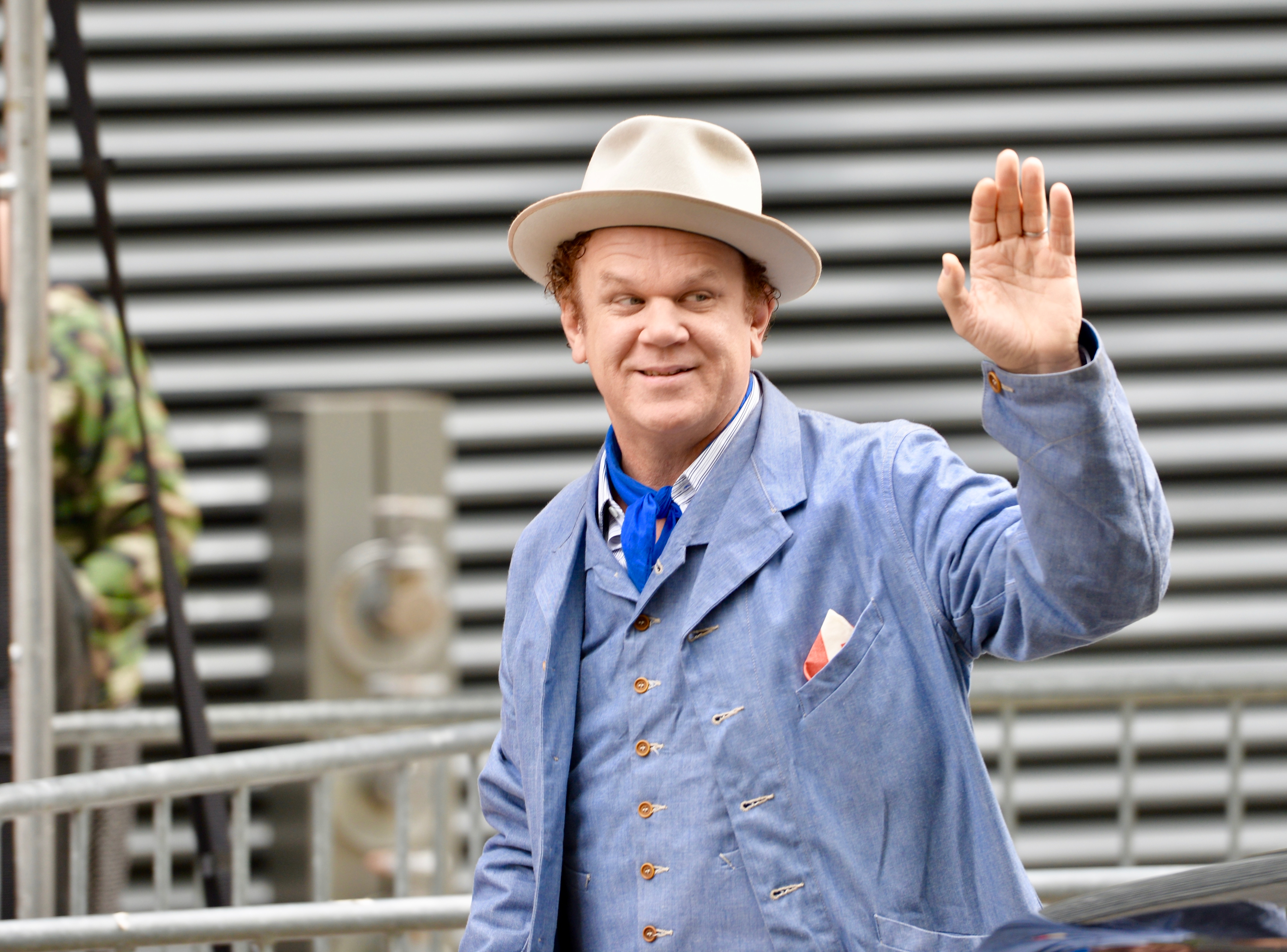
John C. Reilly bei der Premiere von The Sisters Brothers

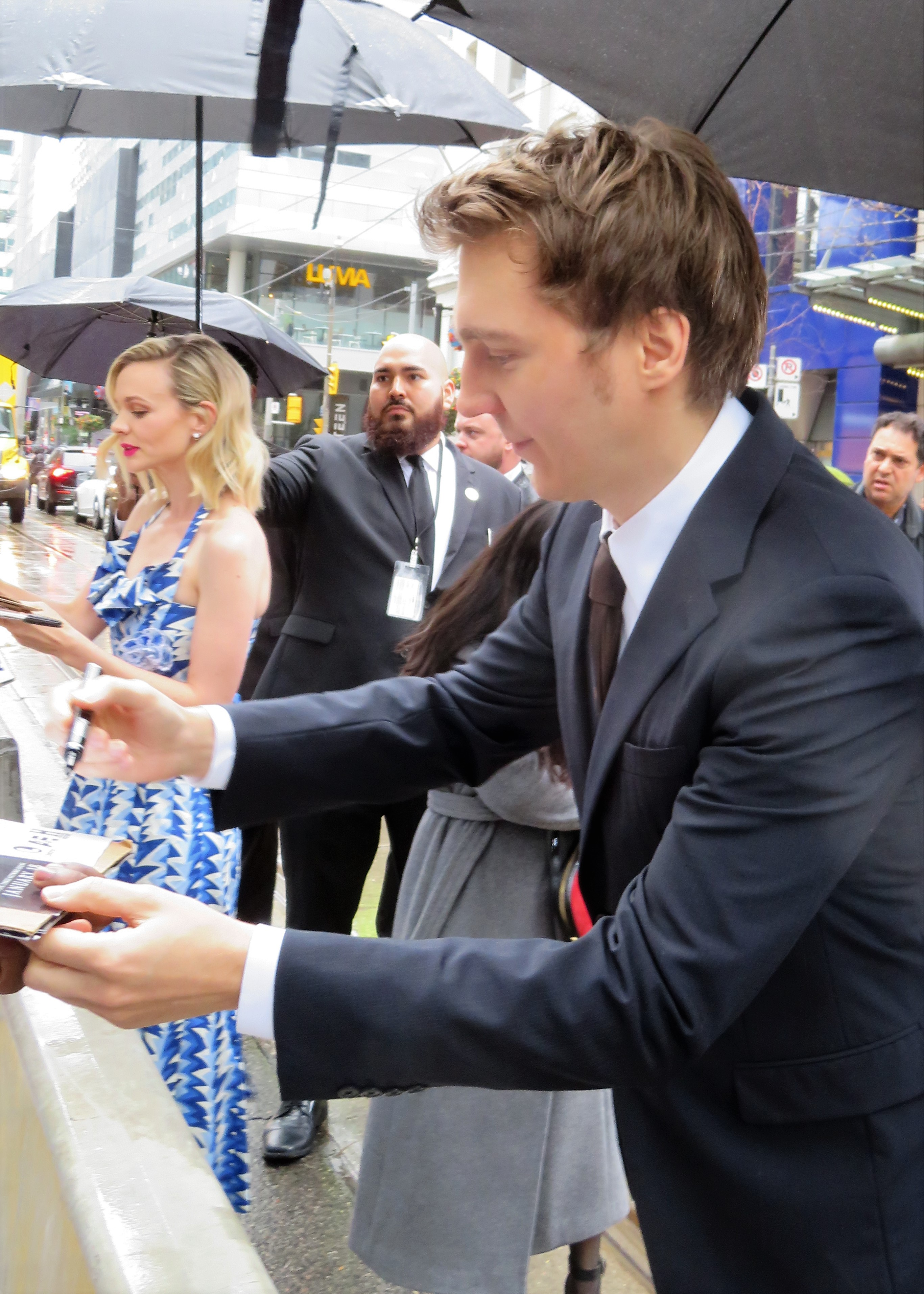
Carey Mulligan und Paul Dano bei der Premiere von Wildlife

- A Million Little Pieces – Sam Taylor-Johnson
- Monsters and Men – Reinaldo Marcus Green
- Mouthpiece – Patricia Rozema (Eröffnungsfilm der Special Presentations)
- Papi Chulo – John Butler
- Roma – Alfonso Cuarón
- The Sisters Brothers – Jacques Audiard
- Skin – Guy Nattiv
- Sunset – László Nemes Jeles
- Teen Spirit – Max Minghella
- Through Black – Spruce Don McKellar
- Der Untergang des amerikanischen Imperiums (Le Déclin de l’empire américain) – Denys Arcand
- Der verlorene Sohn (Boy Erased) – Joel Edgerton
- Viper Club – Maryam Keshavarz
- Vision – Naomi Kawase
- Vita & Virginia – Chanya Button
- Vox Lux – Brady Corbet
- The Wedding Guest – Michael Winterbottom
- The Weekend – Stella Meghie
- Werk ohne Autor – Florian Henckel von Donnersmarck
- Where Hands Touch – Amma Asante
- White Boy Rick – Yann Demange
- Wild Rose – Jonah Hill
- Wildlife – Paul Dano
- Zwischen den Zeilen (Doubles vies / Non-Fiction) – Olivier Assayas

### Documentaries
- Christo – Walking on Water (Walking on Water) – Andrej Paunow
- Fahrenheit 11/9 – Michael Moore
- Gorbatschow – Eine Begegnung (Meeting Gorbachev) – Werner Herzog
- Maria by Callas – Tom Volf
- Putins Zeugen (Svideteli Putina) – Witali Wsewolodowitsch Manski
- Sex, Trump & Fox News – Aufstieg und Fall des Roger Ailes (Divide and Conquer: The Story of Roger Ailes) – Alexis Bloom
- Unsere große kleine Farm (The Biggest Little Farm) – John Chester

### Contemporary World Cinema
- Angel – Koen Mortier
- Asako I & II – Ryusuke Hamaguchi
- Before the Frost – Michael Noer
- Belmonte – Federico Veiroj
- Birds of Passage – Das grüne Gold der Wayuu (Pájaros de verano) – Cristina Gallego und Ciro Guerra
- Black 47 – Lance Daly
- Border – Ali Abbasi
- Bulbul Can Sing – Rima Das
- Core of the World – Natalia Meshchaninova
- Donbass – Sergei Loznitsa
- EXT. Night – Ahmad Abdalla
- The Factory – Yury Bykov
- Falls Around Her – Darlene Naponse
- The Fireflies Are Gone – Sébastien Pilote
- Florianópolis Dream – Ana Katz
- La grande noirceur (The Great Darkened Days) – Maxime Giroux
- Hatzlila (The Dive) – Yona Rozenkier
- Jinpa – Pema Tseden
- Kingsway – Bruce Sweeney

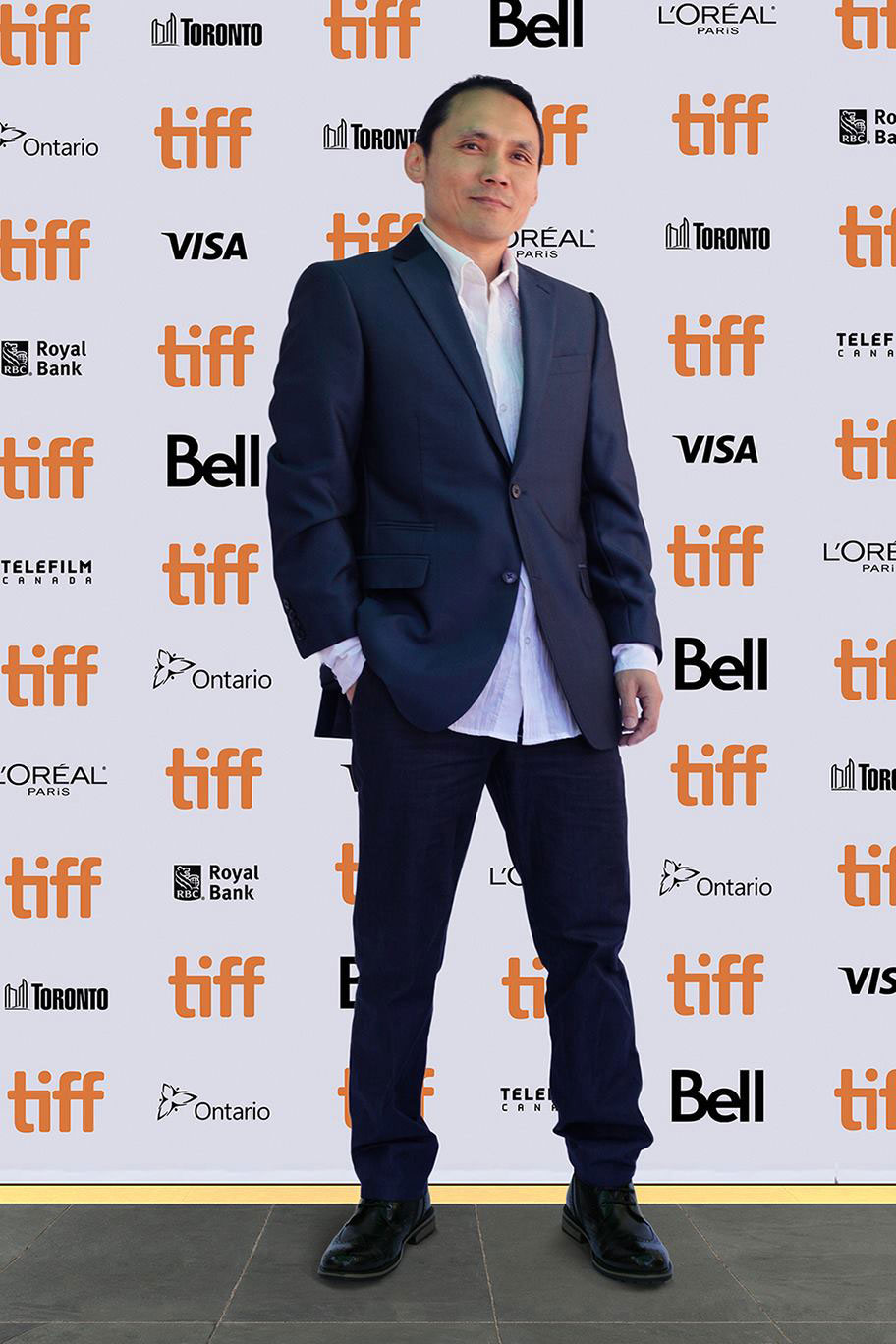
Rabyoung Thonden Gyalkhang bei der Premiere von Kyoyang Ngarmo

- Kyoyang Ngarmo (The Sweet Requiem) – Ritu Sarin und Tenzing Sonam
- Let Me Fall – Baldvin Z
- Look at Me – Nejib Belkadhi
- Mir ist es egal, wenn wir als Barbaren in die Geschichte eingehen (I Do Not Care If We Go Down in History as Barbarians) – Radu Jude
- Museum (Museo) – Alonso Ruizpalacios
- One Last Deal (Tuntematon mestari) – Klaus Härö
- The Other Story – Avi Nesher
- Quién te Cantará – Carlos Vermut
- The Realm – Rodrigo Sorogoyen
- Redemption – Boaz Yehonatan Yacov und Joseph Madmony
- Retrospekt – Esther Rots
- Roads in February – Katherine Jerkovic
- Rosie – Paddy Breathnach
- Les Salopes or the Naturally Wanton Pleasure of Skin – Renée Beaulieu
- Das schönste Paar (The Most Beautiful Couple) – Sven Taddicken
- Der schwarze Engel (El Angel) – Luis Ortega
- Das schwarze Notizbuch (O Caderno Negro) – Valeria Sarmiento
- Sew the Winter to my Skin – Jahmil X. T. Qubeka
- Sibel – Çagla Zencirci und Guillaume Giovanetti
- Splinters – Thom Fitzgerald
- Stupid Young Heart – Selma Vilhunen
- Styx – Wolfgang Fischer
- That Time of Year – Paprika Steen
- Ulysses & Mona – Sébastien Betbeder
- Verurteilt – Jeder hat etwas zu verbergen (Acusada) – Gonzalo Tobal
- Il vizio della speranza – Edoardo De Angelis
- Winter Flies (Vsechno bude) – Olmo Omerzu
- Die Winzlinge – Abenteuer in der Karibik (Minuscule 2 : Les Mandibules du bout du monde) – Thomas Szabo und Hélène Giraud
- Working Woman – Michal Aviad

### Discovery
- Aglumi (Parade) – Nino Zhvania
- aKasha – hajooj kuka
- Aniara – Pella Kågerman und Hugo Lilja
- Die außergewöhnliche Reise der Celeste Garcia (El viaje extraordinario de Celeste García) – Arturo Infante
- A-wol Ba-di (Our Body) – Han Ka-ram
- A Billion Stars – Im Universum ist man nicht allein (Clara) – Akash Sherman
- Blindsone (Blind Spot) – Tuva Novotny
- La Camarista (The Chambermaid) – Lila Avilés
- Cascos Indomables (Helmet Heads) – Neto Villalobos
- The Dig – Andy Tohill und Ryan Tohill
- Edge of the Knife – Gwaai Edenshaw und Helen Haig-Brown
- An Elephant Sitting Still (Da Xiang Xi Di Er Zuo) – Hu Bo
- Emu Runner – Imogen Thomas
- Endzeit (Endzeit – Ever After) – Carolina Hellsgård
- Farming – Adewale Akinnuoye-Agbaje
- Fig Tree – Alamork Davidian / Aäläm-Wärqe Davidian
- Fiore Gemello (Twin Flower) – Laura Luchetti
- Float Like a Butterfly – Carmel Winters
- Firecrackers – Jasmin Mozaffari
- Freaks – Zach Lipovsky und Adam B. Stein
- Føniks (Phoenix) – Camilla Strøm Henriksen
- Gegen den Strom (Kona fer í stríð, Woman at War) – Benedikt Erlingsson
- Girl – Lukas Dhont
- Gwen – William McGregor
- Guo Chun Tian (The Crossing) – Bai Xue (Eröffnungsfilm der Sektion)
- Her Job – Nikos Labôt
- Icebox – Daniel Sawka
- Jirga – Benjamin Gilmour
- Kazenoki Wa Koto No Youni (Complicity) – Kei Chikaura
- Konsequenzen (Posledice) – Darko Štante
- Kraben rahu (Manta Ray) – Phuttiphong Aroonpheng
- Light as Feathers – Rosanne Pel
- Lionheart – Genevieve Nnaji
- Mafak (Screwdriver) – Bassam Jarbawi (Abschlussfilm der Sektion)
- May, die dritte Frau (Vợ ba) – Ash Mayfair
- The Mercy of the Jungle – Joël Karekezi
- Rooz-haye Narenji (Orange Days) – Arash Lahooti
- Rafiki – Wanuri Kahiu
- Saf – Ali Vatansever
- Summer Survivors – Marija Kavtaradze
- Tel Aviv on Fire – Sameh Zoabi
- Teret (The Load) – Ognjen Glavonic
- Tito e os Pássaros (Tito and the Birds) – Gustavo Steinberg, Gabriel Bitar und André Catoto
- Tarde para morir joven (Too Late to Die Young) – Dominga Sotomayor
- Touch Me Not – Adina Pintilie
- Yom Adaatou Zouli (The Day I Lost My Shadow) – Soudade Kaadan

### Wavelengths
- Altiplano – Malena Szlam

- ante mis ojos – Lina Rodriguez

- Fausto – Andrea Bussmann

- Sira – Rolla Tahir

- Slip – Celia Perrin Sidarous

- The Stone Speakers – Igor Drljača

### Midnight Madness

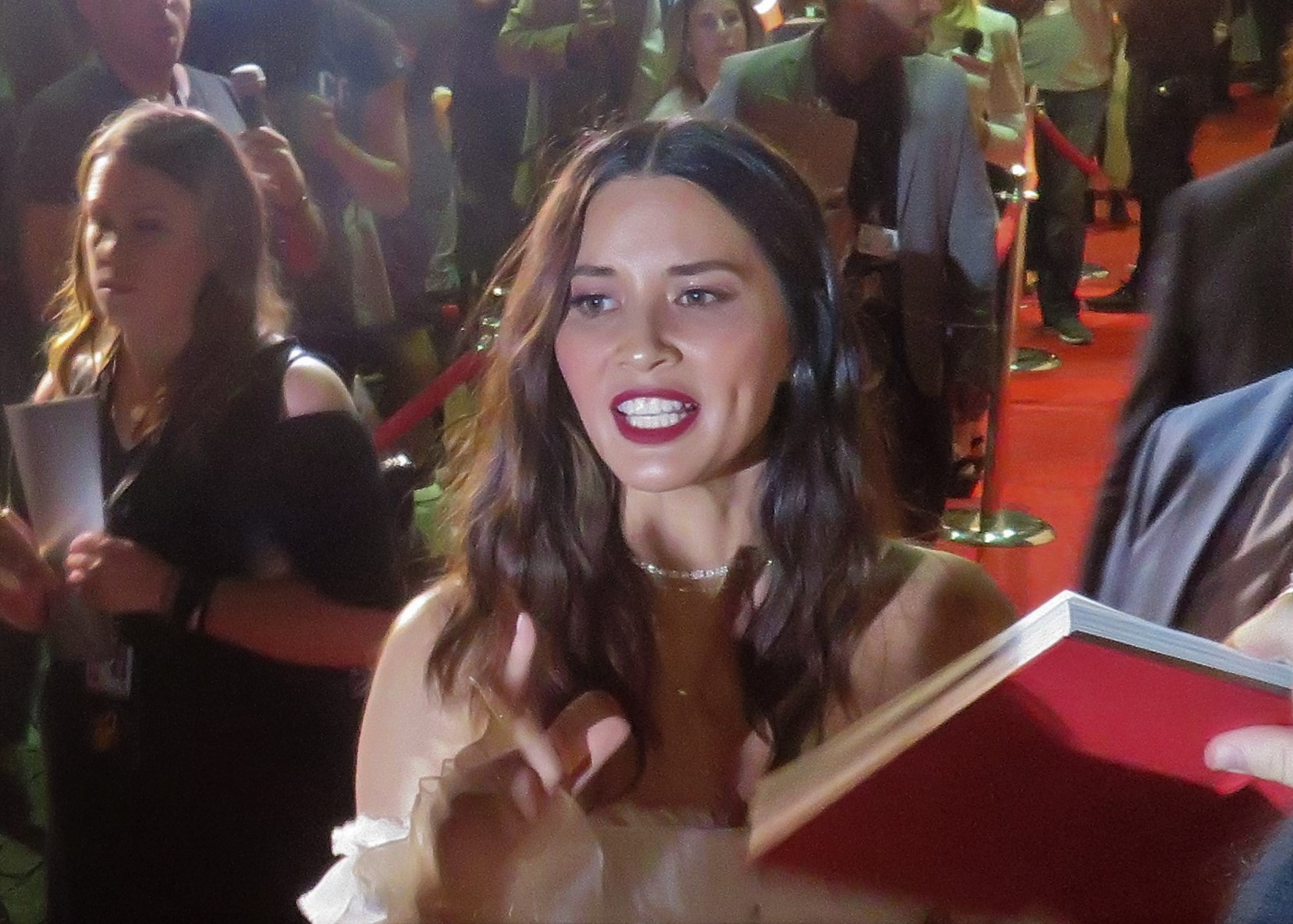
Olivia Munnbei der Premiere von The Predator

- Assassination Nation – Sam Levinson
- Halloween – David Gordon Green
- Das blutrote Kleid (In Fabric) – Peter Strickland
- The Predator – Shane Black

### Masters
- Asche ist reines Weiß (Jiang hu er nü) – Jia Zhangke
- Bildbuch (Le Livre d’image) – Jean-Luc Godard
- Drei Gesichter (Se rokh) – Jafar Panahi
- Hotel By the River – Hong Sang-soo
- Loro – Die Verführten (Loro) – Paolo Sorrentino
- Our Time – Carlos Reygadas
- Peterloo – Mike Leigh
- Rih rabani (Divine Wind) – Merzak Allouache
- Transit – Christian Petzold
- Der wilde Birnbaum (Ahlat Ağacı) – Nuri Bilge Ceylan
- Zan (Killing) – Shin’ya Tsukamoto

### Platform
- Angelo – Markus Schleinzer
- Cities of Last Thing – Ho Wi Ding
- Destroyer – Karyn Kusama
- Donnybrook – Tim Sutton
- Her Smell – Alex Ross Perry
- The Innocent – Simon Jaquemet
- Jessica Forever – Caroline Poggi und Jonathan Vinel
- Der Preis der Versuchung (Mademoiselle de Joncquières) – Emmanuel Mouret
- Las niñas bien (The Good Girls) – Alejandra Márquez Abella
- Out of Blue – Carol Morley
- The River – Emir Baighasin
- Rojo – Wenn alle schweigen, ist keiner unschuldig (Rojo) – Benjamín Naishtat[3]

## Auszeichnungen
- Grolsch People’s Choice Award: Green Book – Eine besondere Freundschaft von Peter Farrelly
- Grolsch People’s Choice Award first runner-up: If Beale Street Could Talk von Barry Jenkins
- Grolsch People’s Choice Award second runner-up: Roma von Alfonso Cuarón
- Publikumspreis in der Sektion Midnight Madness: Mard Ko Dard Nahi Hota (The Man Who Feels No Pain) von Vasan Bala
- Publikumspreis in der Sektion Documentary: Free Solo von E. Chai Vasarhelyi und Jimmy Chin
- International Platform Award: Cities of Last Things von Wi Ding Ho
- Prize of the International Federation of Film Critics (FIPRESCI) in der Sektion Discovery: Float Like a Butterfly von Carmel Winter
- The Prize of the International Federation of Film Critics (FIPRESCI Prize) Skin von Guy Nattiv
- Eurimages’ Audentia Award: Fig Tree von Aäläm-Wärqe Davidian
- Best Canadian Short film: Brotherhood von Meryam Joobeur
- Best Short Film: The Field von Sandhya Suri
- Best Canadian First Feature: Les routes en février (Roads in February) von Katherine Jerkovic
- Best Canadian Feature: La disparition des lucioles (The Fireflies Are Gone) von Sébastien Pilote